# Хугстиновские пары

Рис. 1. Сравнение хугстиновских пар A•T и C•G с уотсон-криковскими. Хугстиновская геометрия может быть достигнута либо вращением пуринов вокруг гликозидной связи (χ), либо переворачиванием основания (θ), влияющих одновременно на позиции C8 и C1 (обозначено жёлтым)

Ху́гстиновские па́ры (синонимы: ху́гстеновские па́ры, имидазо́льные па́ры) — альтернативный вариант связывания нуклеотидов на комплементарных цепях нуклеиновых кислот ДНК или РНК, соединённых с помощью водородных связей не по каноническому уотсон-криковскому связыванию оснований (A-, B- и Z-ДНК). Для хугстиновских пар две антипараллельные нуклеиновые цепи образуют водородные связи по большой бороздке. Пурины поворачиваются на 180° (Рис. 1). Хотя хугстиновские пары наблюдаются редко, в некоторых последовательностях ДНК, особенно в динуклеотидах 5'-CA-3' и 5'-TA-3', они существуют в равновесии со стандартными уотсон-криковскими парами оснований.

## История
Через десять лет после опубликования Джеймсом Уотсоном и Фрэнсисом Криком модели двойной спирали ДНК Карст Хугстин (Karst Hoogsteen) продемонстрировал альтернативные кристаллические структуры для нуклеотидных пар А•Т и C•G.

## Химические свойства
Поскольку хугстиновские пары образованы альтернативными водородными связями, они отличаются свойствами от уотсон-криковских пар. Например, угол между двумя гликозильными связями больше (80° для пары A•T), а расстояние C1′–C1′ — меньше, всего 8,2 Å, чем в обычной геометрии (10,1 Å).

## G-квадруплексы

Рис. 2. Структура G-квадруплекса. Слева: G-квартет. Справа: межмолекулярный G-квадруплекс

G-квадруплексы (англ. G-quadruplex, G-tetrads или G4) являются последовательностью нуклеиновых кислот, которые обогащены гуанином и способны образовывать структуры из двух, трёх или четырёх цепей. Цепи нуклеиновых кислот из гуанозиновых олиго- и поли-нуклеотидов способны связываться друг с другом при наличии моновалентного катиона, например калия. С помощью дифракционного анализа было показано, что такие поли(G)-нити представляют собой новый тип укладки ДНК — четырёхцепочечную спираль, где четыре гуаниновых основания из разных цепей образуют плоскую структуру, удерживаемую G-G-парными взаимодействиями. Такие структуры отличаются высокой стабильностью в растворе и называются гуаниновыми (G)-квартетами, или G-тетрадами. Каждый G-квартет скреплен в сумме восемью водородными связями, образованными взаимодействием уотсон-криковской стороны одного гуанинового основания с хугстиновской стороной другого. G-квадруплексы могут быть также образованы короткими олигонуклеотидами с соответствующей последовательностью, которую можно схематически записать как GmXnGmXoGmXpGm, где m — количество гуанинов в G-блоке. Эти гуанины обычно непосредственно задействованы в образовании G-тетрад. Xn, Xo и Xp могут быть комбинацией любых остатков, включая G; такие участки формируют петли между G-тетрадами .

## Тройная спираль

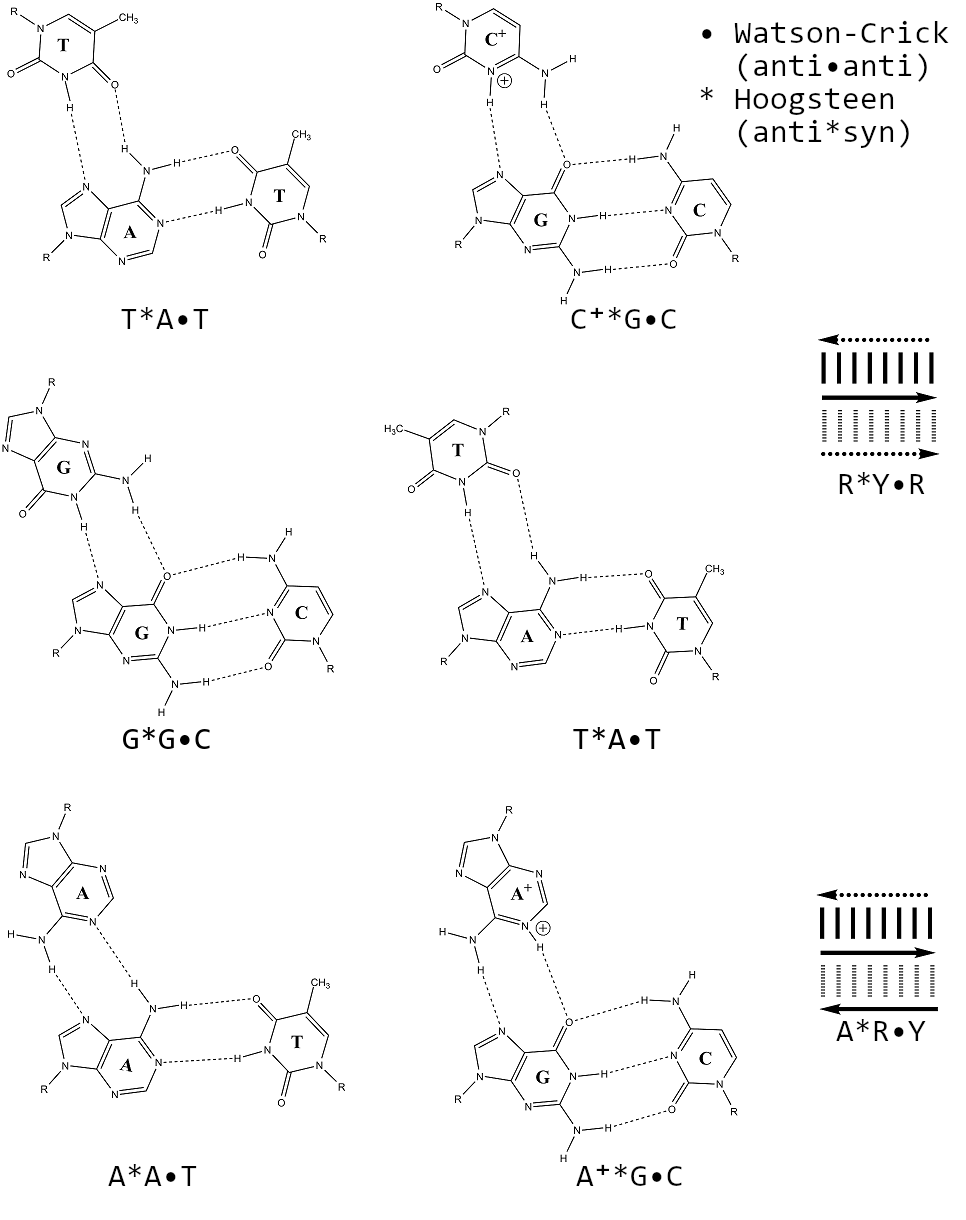
Рис. 3. Связи между тремя нуклеотидами в цепи ДНК из трёх цепей

Уотсон-криковские пары обозначены «•», например: A•T и C•G.
В тройной спирали хугстиновские пары отмечены как «*», например: 

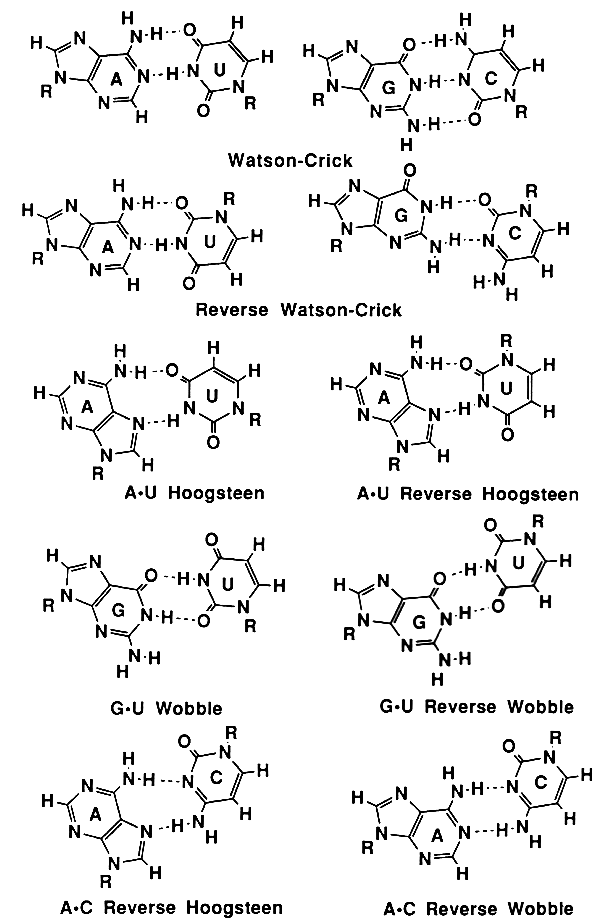
Рис. 4. 10 вариантов связываний пурин-пиримидиновых пар

C•G*G+, T•A*T, C•G*G и T•A*A (рис. 3).